# Brontallo
Brontallo is een plaats in het Zwitserse kanton Ticino en maakt deel uit van de gemeente Lavizzara in het district Vallemaggia.
Brontallo telt 60 inwoners.
Op 4 april 2004 ging Brontallo op in de gemeente Lavizzara.